# Vuelta a Burgos 2013
La Vuelta a Burgos 2013, trentacinquesima edizione della corsa, si svolse in cinque tappe dal 7 all'11 agosto 2013, su un percorso di complessivi 803 chilometri.

## Tappe
| Tappa  | Data      | Percorso                               | km  | Vincitore di tappa | Leader cl. generale |
| ------ | --------- | -------------------------------------- | --- | ------------------ | ------------------- |
| 1ª     | 7 agosto  | Burgos > Burgos                        | 139 | Simone Ponzi       | Simone Ponzi        |
| 2ª     | 8 agosto  | Roa de Duero > Clunia                  | 157 | Jens Keukeleire    | Anthony Roux        |
| 3ª     | 9 agosto  | Villadiego > Ojo Guareña               | 175 | Jens Keukeleire    | Anthony Roux        |
| 4ª     | 10 agosto | Doña Santos > Santo Domingo de Silos   | 162 | Anthony Roux       | Anthony Roux        |
| 5ª     | 11 agosto | Comunero de Revenga > Lagunas de Neila | 170 | Nairo Quintana     | Nairo Quintana      |
| Totale | Totale    | Totale                                 | 803 |                    |                     |

## Squadre e corridori partecipanti
Sono sedici le formazioni al via della corsa, 9 di categoria World Tour, 5 Professional Continental e due Continental.
| N.    | Cod. | Squadra                |
| ----- | ---- | ---------------------- |
| 1-8   | KAT  | Katusha Team           |
| 11-18 | MOV  | Movistar Team          |
| 21-28 | SKY  | Sky Procycling         |
| 31-38 | CAN  | Cannondale Pro Cycling |
| 41-48 | OGE  | Orica-GreenEDGE        |
| 51-58 | FDJ  | FDJ.fr                 |
| 61-68 | EUS  | Euskaltel-Euskadi      |
| 71-78 | ALM  | AG2R La Mondiale       |

| N.      | Cod. | Squadra                    |
| ------- | ---- | -------------------------- |
| 81-88   | AST  | Astana Pro Team            |
| 91-98   | CJR  | Caja Rural-Seguros RGA     |
| 101-108 | COL  | Colombia                   |
| 111-118 | TNE  | Team NetApp-Endura         |
| 121-128 | COF  | Cofidis, Solutions Crédits |
| 131-138 | VIN  | Vini Fantini-Selle Italia  |
| 141-148 | BUR  | Burgos BH-Castilla y León  |
| 151-158 | ORB  | Euskadi                    |

## Dettagli delle tappe

### 1ª tappa
- 7 agosto: Burgos > Burgos – 139 km

Risultati
| Pos. | Corridore        | Squadra    | Tempo    |
| ---- | ---------------- | ---------- | -------- |
| 1    | Simone Ponzi     | Astana     | 3h16'34" |
| 2    | Daniele Ratto    | Cannondale | s.t.     |
| 3    | Sergej Černeckij | Katusha    | s.t.     |

| Pos. | Corridore        | Squadra    | Tempo    |
| ---- | ---------------- | ---------- | -------- |
| 1    | Simone Ponzi     | Astana     | 3h16'34" |
| 2    | Daniele Ratto    | Cannondale | s.t.     |
| 3    | Sergej Černeckij | Katusha    | s.t.     |

### 2ª tappa
- 8 agosto: Roa de Duero > Clunia – 157 km

Risultati
| Pos. | Corridore              | Squadra | Tempo    |
| ---- | ---------------------- | ------- | -------- |
| 1    | Jens Keukeleire        | Orica   | 3h37'02" |
| 2    | Rinaldo Nocentini AG2R |         | s.t.     |
| 3    | Dario Cataldo          | Sky     | s.t.     |

| Pos. | Corridore        | Squadra | Tempo    |
| ---- | ---------------- | ------- | -------- |
| 1    | Anthony Roux     | FDJ.fr  | 6h53'36" |
| 2    | Simone Ponzi     | Astana  | a 2"     |
| 3    | Sergej Černeckij | Katusha | s.t.     |

### 3ª tappa
- 9 agosto: Villadiego > Ojo Guareña – 175 km

Risultati
| Pos. | Corridore       | Squadra    | Tempo    |
| ---- | --------------- | ---------- | -------- |
| 1    | Jens Keukeleire | Orica      | 4h13'33" |
| 2    | Anthony Roux    | FDJ.fr     | s.t.     |
| 3    | Daniele Ratto   | Cannondale | s.t.     |

| Pos. | Corridore        | Squadra | Tempo     |
| ---- | ---------------- | ------- | --------- |
| 1    | Anthony Roux     | FDJ.fr  | 11h07'09" |
| 2    | Simone Ponzi     | Astana  | a 2"      |
| 3    | Sergej Černeckij | Katusha | s.t.      |

### 4ª tappa
- 10 agosto: Doña Santos > Santo Domingo de Silos – 162 km

Risultati
| Pos. | Corridore       | Squadra    | Tempo    |
| ---- | --------------- | ---------- | -------- |
| 1    | Anthony Roux    | FDJ.fr     | 3h54'59" |
| 2    | Simone Ponzi    | Astana     | s.t.     |
| 3    | Francesco Lasca | Caja Rural | s.t.     |

| Pos. | Corridore        | Squadra | Tempo     |
| ---- | ---------------- | ------- | --------- |
| 1    | Anthony Roux     | FDJ.fr  | 15h02'08" |
| 2    | Simone Ponzi     | Astana  | a 2"      |
| 3    | Sergej Černeckij | Katusha | a 2"      |

### 5ª tappa
- 11 agosto: Comunero de Revenga > Lagunas de Neila – 170 km

Risultati
| Pos. | Corridore      | Squadra       | Tempo    |
| ---- | -------------- | ------------- | -------- |
| 1    | Nairo Quintana | Movistar Team | 4h26'57" |
| 2    | David Arroyo   | Caja Rural    | a 23"    |
| 3    | Ivan Basso     | Cannondale    | a 25"    |

| Pos. | Corridore       | Squadra       | Tempo     |
| ---- | --------------- | ------------- | --------- |
| 1    | Nairo Quintana  | Movistar Team | 19h29'22" |
| 2    | David Arroyo    | Caja Rural    | a 23"     |
| 3    | Vincenzo Nibali | Astana        | a 55"     |

## Evoluzione delle classifiche
| Tappa              | Vincitore          | Classifica generale | Classifica a punti | Classifica scalatori | Classifica sprint | Classifica a squadre Numero giallo |
| ------------------ | ------------------ | ------------------- | ------------------ | -------------------- | ----------------- | ---------------------------------- |
| 1ª                 | Simone Ponzi       | Simone Ponzi        | Simone Ponzi       | Anthony Roux         | Fabricio Ferrari  | FDJ.fr                             |
| 2ª                 | Jens Keukeleire    | Anthony Roux        | Simone Ponzi       | Anthony Roux         | Fabricio Ferrari  | FDJ.fr                             |
| 3ª                 | Jens Keukeleire    | Anthony Roux        | Jens Keukeleire    | Amets Txurruka       | Fabricio Ferrari  | FDJ.fr                             |
| 4ª                 | Anthony Roux       | Anthony Roux        | Anthony Roux       | Amets Txurruka       | Fabricio Ferrari  | FDJ.fr                             |
| 5ª                 | Nairo Quintana     | Nairo Quintana      | Anthony Roux       | Amets Txurruka       | Fabricio Ferrari  | Caja Rural-Seguros RGA             |
| Classifiche finali | Classifiche finali | Nairo Quintana      | Anthony Roux       | Amets Txurruka       | Fabricio Ferrari  | Caja Rural-Seguros RGA             |

## Classifiche finali

### Classifica generale
| Pos. | Corridore          | Squadra       | Tempo     |
| ---- | ------------------ | ------------- | --------- |
| 1    | Nairo Quintana     | Movistar Team | 19h29'22" |
| 2    | David Arroyo       | Caja Rural    | a 23"     |
| 3    | Vincenzo Nibali    | Astana        | a 55"     |
| 4    | Giampaolo Caruso   | Katusha Team  | a 1'14"   |
| 5    | André Cardoso      | Caja Rural    | a 1'16"   |
| 6    | Mikel Landa        | Euskaltel     | a 1'24"   |
| 7    | Sergej Černeckij   | Katusha Team  | a 1'29"   |
| 8    | Samuel Sánchez     | Euskaltel     | a 1'53"   |
| 9    | Cayetano Sarmiento | Cannondale    | a 2'07"   |
| 10   | Ivan Basso         | Cannondale    | a 2'17"   |

### Classifica a punti
| Pos. | Corridore         | Squadra       | Punti |
| ---- | ----------------- | ------------- | ----- |
| 1    | Anthony Roux      | FDJ.fr        | 73    |
| 2    | Simone Ponzi      | Astana        | 64    |
| 3    | Sergej Černeckij  | Katusha Team  | 44    |
| 4    | Nairo Quintana    | Movistar Team | 33    |
| 5    | Rinaldo Nocentini | AG2R La Mond. | 31    |

### Classifica scalatori
| Pos. | Corridore         | Squadra       | Punti |
| ---- | ----------------- | ------------- | ----- |
| 1    | Amets Txurruka    | Caja Rural    | 60    |
| 2    | Nairo Quintana    | Movistar Team | 41    |
| 3    | David Arroyo      | Caja Rural    | 25    |
| 4    | Robinson Chalapud | Colombia      | 25    |
| 5    | Vincenzo Nibali   | Astana        | 24    |

### Classifica giovani
| Pos. | Corridore           | Squadra   | Tempo     |
| ---- | ------------------- | --------- | --------- |
| 1    | Carlos Barbero      | Euskadi   | 17h44'38" |
| 2    | Haritz Orbe Urrutia | Euskadi   | a 5'12"   |
| 3    | Arman Kamyšev       | Astana    | a 10'03"  |
| 4    | Efren Carazo        | Burgos BH | a 24'49"  |

### Classifica a squadre
| Pos. | Squadra                | Tempo     |
| ---- | ---------------------- | --------- |
| 1    | Caja Rural-Seguros RGA | 58h35'39" |
| 2    | Movistar Team          | a 1'04"   |
| 3    | Astana Pro Team        | a 1'11"   |
| 4    | Cannondale Pro Cycling | a 2'59"   |
| 5    | Euskaltel-Euskadi      | a 5'44"   |